# Det visa regnträdet
Det visa regnträdet (1996) är en novellsamling av Kenzaburo Oe utgiven efter att han fick nobelpriset.

## Handling
Samlingen innehåller sex noveller, skrivna mellan 1957 och 1990, som speglar olika aspekter av hans författarskap. De sex novellerna är Boskap, De dödas överflöd, Lär oss att växa ifrån vår galenskap, Det visa regnträdet, Syndabocken och Planetens övergivna barn.